# Посавець
Посавець (словен. Posavec) — поселення в общині Радовлиця, Горенський регіон, Словенія. Висота над рівнем моря: 394 м.